# Francisco Manuel da Silva Coelho de Mascarenhas
Francisco Manuel da Silva Coelho Mascarenhas GOL (Lisboa, Santa Isabel, 8 de março de 1947) é um engenheiro português.

## Biografia
Licenciou-se em Engenharia Electrotécnica - Telecomunicações e Electrónica pelo Instituto Superior Técnico da Universidade Técnica de Lisboa e foi Director de Engenharia e Tecnologias da RTP (Rádio e Televisão de Portugal).
A atribuição a 30 de Janeiro de 2006 pelo Presidente Jorge Sampaio do grau de Grande-Oficial da Ordem da Liberdade ficou a dever-se à sua participação, enquanto Tenente Miliciano de Infantaria, nas operações do 25 de Abril de 1974, comandando a Companhia de Infantaria que, saída do Quartel do Batalhão de Caçadores 5, em Campolide, foi encarregada de efectuar a segurança de uma vasta zona que incluía os estúdios do Rádio Clube Português, Quartel Mestre General (frente ao Liceu Maria Amália, Palácio de Justiça e zonas Norte e Poente do Parque Eduardo VII).
É filho de António Francisco Coelho de Mascarenhas e de sua mulher Maria Dinorah da Silva e casado com Maria Luísa Martins de Macedo de Faria.